# Frak
Frak (iz francoskega izraza fraque) je slavnostni moški suknjič. Navadno je črne barve, njegov zadnji del je v primerjavi s sprednjim zelo podaljšan in sega skoraj do kolen. V tem delu je visoko preklan. Fraki so se prvič pojavili v 18. stoletju na področju Francije. Vse do današnjih dni so se ohranili kot »kralji« moških oblačil, tj. kot najbolj svečana moška oblačila, ki jih lastniki nadenejo ob formalnih prireditvah, ob obisku opernih predstav, baletov, ipd. Praviloma se lahko frak uporablja le po šesti uri popoldan. Najpogosteje ga lahko opazimo na diplomatskih zabavah ali med glasbeniki, ki izvajajo klasično glasbo (npr. simfonični orkester).